# Епископский дом (Выборг)
Епископский дом — трёхэтажное здание гостиницы и ресторана в Выборге, расположенное в историческом центре города на Подгорной улице (напротив дома Борхарда). Построенный в XVII веке дом, получивший современный облик в результате реконструкции конца XIX века по проектам архитекторов Вальдемара Бакмансона и Брюнольфа Бломквиста, включён в перечень памятников архитектуры.

## История
После окончания Северной семилетней войны (1563—1570) к Швеции, вступающей в великодержавный период, стал переходить контроль над торговыми связями между Россией и Западной Европой на Балтике. Любек как центр ганзейского союза утратил в 1570 году господствующее положение на Балтийском море, и шведский Выборг начал прямую торговлю с Голландией. В 1590-х гг. шведский король предоставил двум городам — Ревелю и Выборгу — особые привилегии, обеспечивавшие им монополию в посредничестве между русскими и западными купцами. С 1614 года Выборг имел право «полного стапеля», то есть обладал правом приёма иностранных торговых судов и правом посылки своих судов в иностранные порты, и рассматривался шведскими властями как один из возможных главных центров русской торговли. В этих условиях в Выборг происходит переселение немецких купцов, образовывавших могущественные семейные кланы и занимавших важные руководящие посты в городе.

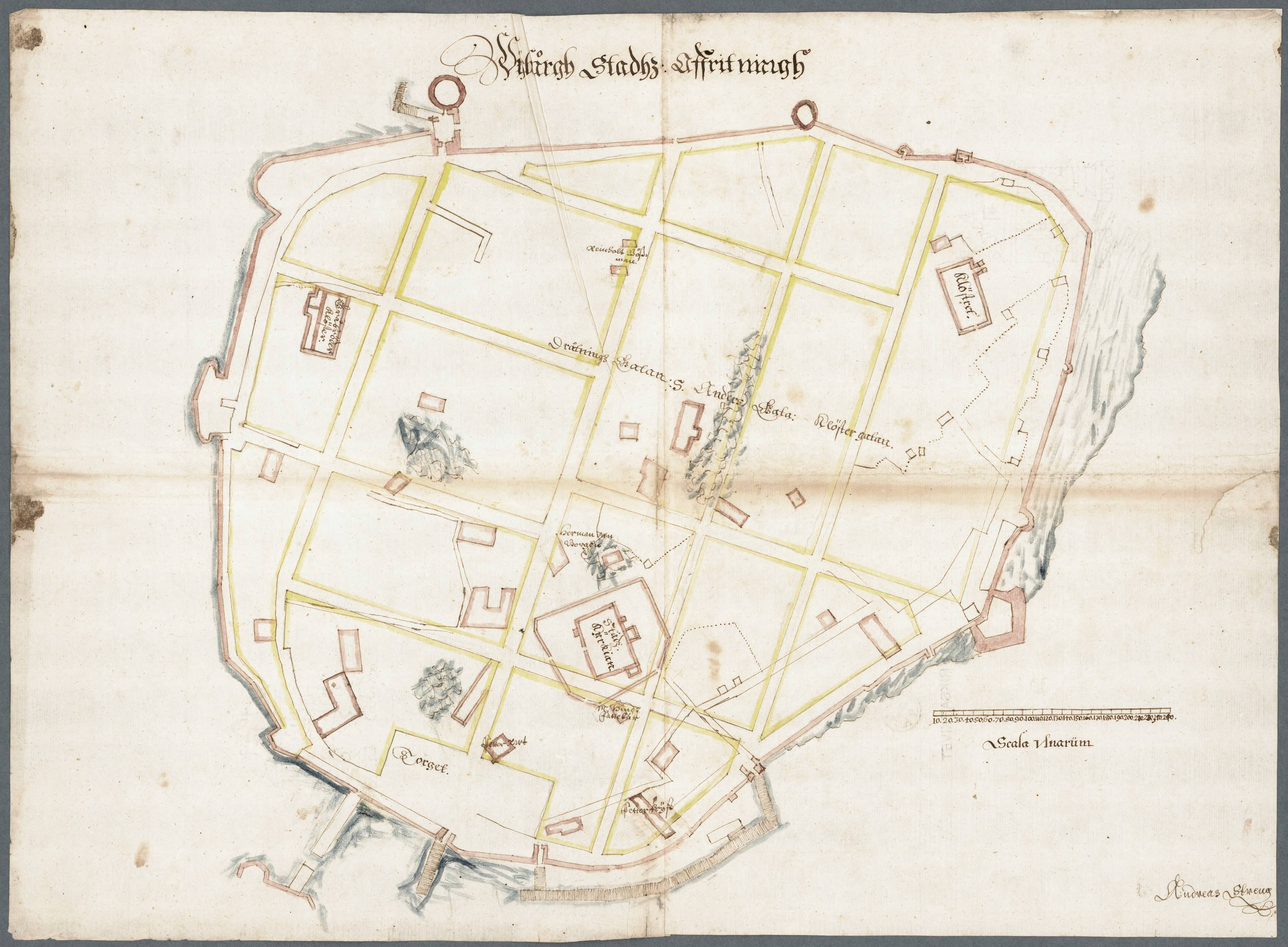
Дом в форме перевёрнутой буквы «П» — один из немногих, отмеченных на плане Каменного города, составленном Торстенсоном и Стренгом (1640-е годы)

Около 1590 года в Выборге обосновался купец Герман Бройер, уже в 1596 году ставший одним из трёх бургомистров Выборга, а в 1602 году — членом Выборгского магистрата. Ещё более важную роль играл его сын Антон Бройер, занимавший должность выборгского бургомистра в 1642-1647 годах. Одним из них и был построен на главной городской площади двухэтажный каменный бюргерский дом в форме неправильной буквы «П», первые изображения которого имеются на городском плане 1640-х годов. По предположениям исследователей, вероятная дата возведения богатого купеческого дома Антоном Бройером относится к первой трети XVII века, либо строительство здания было осуществлено Германом Бройером (но не раньше 1590-х годов). При этом в его основе могла лежать более древняя постройка. Так или иначе, это один из старейших выборгских домов, построенный ещё до перепланировки, проведённой после опустошительных пожаров по первому регулярному плану Выборга 1640 года, составленному шведским инженером А. Торстенсоном. Согласно плану главная городская площадь была сильно сокращена в размерах, и дом оказался расположен под углом к вновь проложенной прямой улице. В 1647 году Антон Бройер был посвящён шведской королевой Кристиной в дворянское достоинство, получив рыцарскую фамилию Rosenbröijer, в связи с чем был освобождён от должности бургомистра. Его дальнейшая деятельность была связана с городом Ниеном, куда переместился центр русско-шведской торговли. Солидный дом Бройера, выкупленный в шведскую казну, стал резиденцией выборгского лютеранского епископа Петруса Бьюгга, а подведённая к нему улица получила название Епископской.
Возведение дома на скальном основании исключало возможность устройства погребов, роль которых стал выполнять прорезанный сквозным проездом во двор первый ярус уличного крыла, включавший систему сводчатых помещений с толстыми каменными стенами и маленькими оконными проёмами. Самое крупное из них, вероятно, служило торговой лавкой. Верхний ярус, жилой, отличался окнами большего размера.
После взятия Выборга в 1710 году войсками Петра I резиденция епископа переместилась в Борго. В епископском доме, перешедшем в собственность русской казны, разместились Выборгская провинциальная канцелярия и квартира её руководителя (обер-коменданта). А с 1744 года, после преобразования провинции в Выборгскую губернию, здание стало называться губернаторским домом. После смерти в 1766 году губернатора А. С. Исакова более десяти лет дом, до этого неоднократно страдавший от пожаров, пустовал и пришёл в ветхость. Исполнявший обязанности губернатора вице-губернатор Н. Н. Энгельгардт в нём не жил. Полностью обветшал и расположенный неподалёку православный Рождественский собор. После принятия в 1783 году решения о строительстве нового собора в ветхом губернаторском доме до 1788 года проводились православные богослужения.
В 1784 году указом императрицы Екатерины II Выборгская губерния была преобразована в Выборгское наместничество. Общероссийские губернские, городские и судебные учреждения, введённые в наместничестве на основании «Учреждений для управления губерний» и Городового положения, сближали устройство Российской Финляндии с другими территориями империи. Вместе с тем, языком официального делопроизводства, как и в Остзейских губерниях, оставался немецкий язык. В этот период часть помещений бывшего губернаторского дома была передана дворянскому собранию, образованному в 1784 году в соответствии с Жалованной грамотой Екатерины II. Большинство членов собрания составляли представители немецких и шведских родов. На шведский манер выборгское дворянское собрание стало называться Рыцарским домом.
В июне 1793 года здание дворянского собрания было разрушено при большом городском пожаре. Рыцарским домом стал бывший дом Яниша, а сгоревшее здание было отремонтировано и приспособлено под нужды приказа общественного призрения: в нём разместилось главное народное училище, учреждённое в 1788 году согласно Уставу о народных училищах от 5 (16) августа 1786 года. Эта немецкоязычная школа («нормальшуле») подчинялась управлению немецких школ в Петербурге. Первоначально школа имела четыре класса, в которых занимались в общей сложности 67-99 учеников, в основном детей чиновников и зажиточных купцов. С открытых в школе классов для девочек началась история первого в Северной Европе государственного среднего женского учебного заведения. 24 января (5 февраля) 1803 года император Александр I утвердил «Предварительные правила народного просвещения», по которым главные народные училища преобразовывались в гимназии или губернские училища. Выборгская «нормальшуле» была отнесена к ведению Дерптского учебного округа и подчинена школьной комиссии Дерптского университета. В ходе реорганизации, проведённой на основании общероссийского «Устава учебных заведений» от 5 ноября 1804 года, в 1805 году была основана Выборгская гимназия, учеников для которой готовила размещавшаяся в соседнем здании общая школа — уездное училище (Kreis-Schule — четырёхклассное окружное училище). В 1809 году в состав Российской империи вошла Шведская Финляндия, получившая статус Великого княжества. По указу Александра I в 1812 году Финляндская губерния, снова переименованная в Выборгскую, была присоединена к Великому княжеству Финляндскому, официальным языком в котором был шведский — со временем он вытеснил немецкий язык из губернских образовательных учреждений. Здание продолжало использоваться под шведоязычное учебное заведение до конца 1880-х годов. 

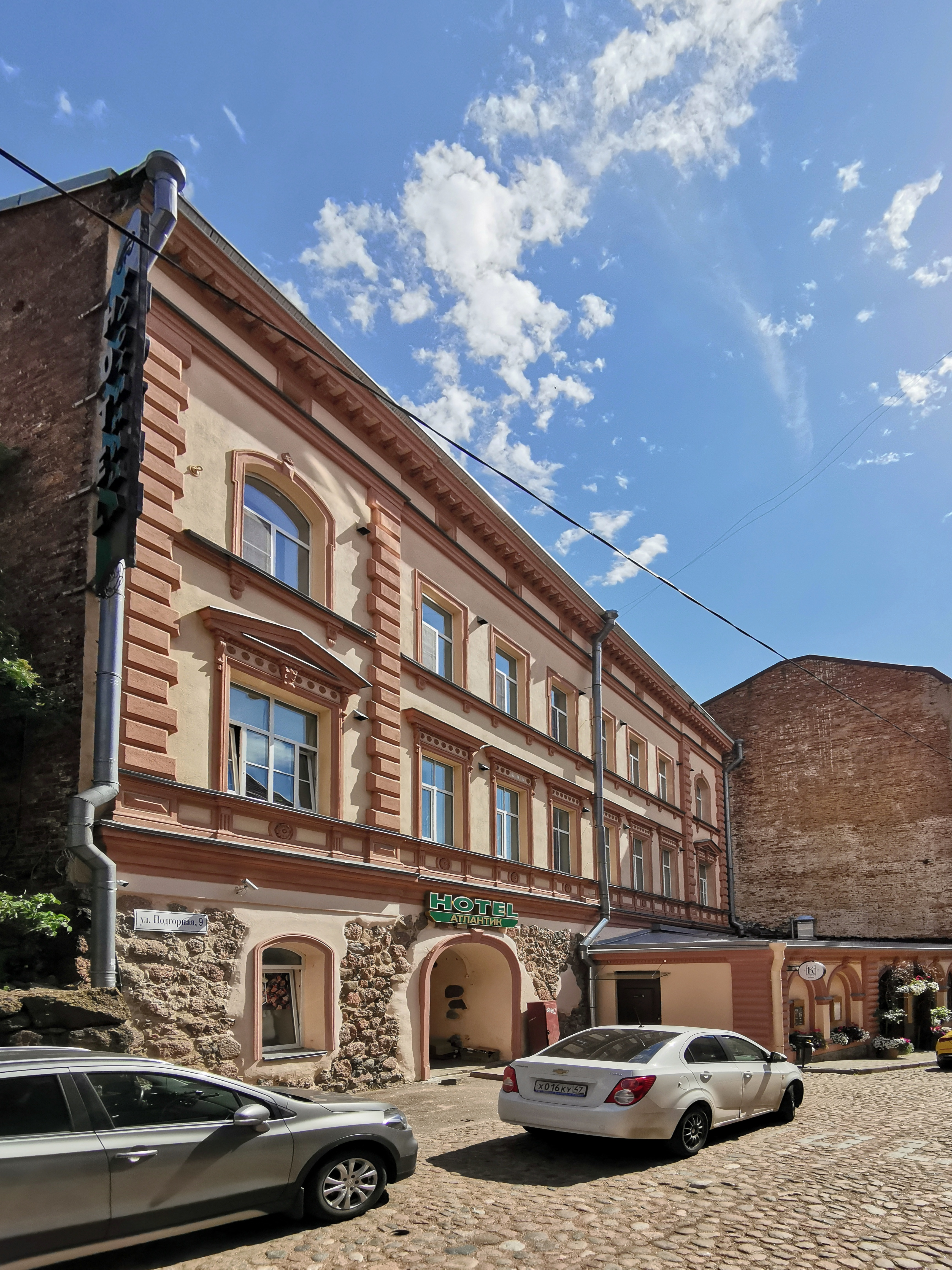
Фото 2024 года

В 1887 году школьное здание было продано консулу Людвигу Пациусу, поверенному в делах фирмы «Хакман и К°» (главная контора которой располагалась на той же улице), и по проекту архитектора Вальдемара Бакмансона перестроено в жилой дом с надстройкой на один этаж. В итоге образовались два верхних жилых яруса (второй этаж — квартира владельца дома, третий сдавался внаём). Надстроенный уличный фасад, завершающийся карнизом с модульонами, в двух верхних ярусах получил оформление в стиле неоренессанс. Его боковые части были выделены ризалитами, обработанными по краям рустом. Оконные проёмы получили обрамление наличниками и сандриками разнообразной формы. Сложенный из гранитных валунов нижний, средневековый, ярус уличного крыла с обширными сводчатыми помещениями сохранился с небольшими изменениями. 

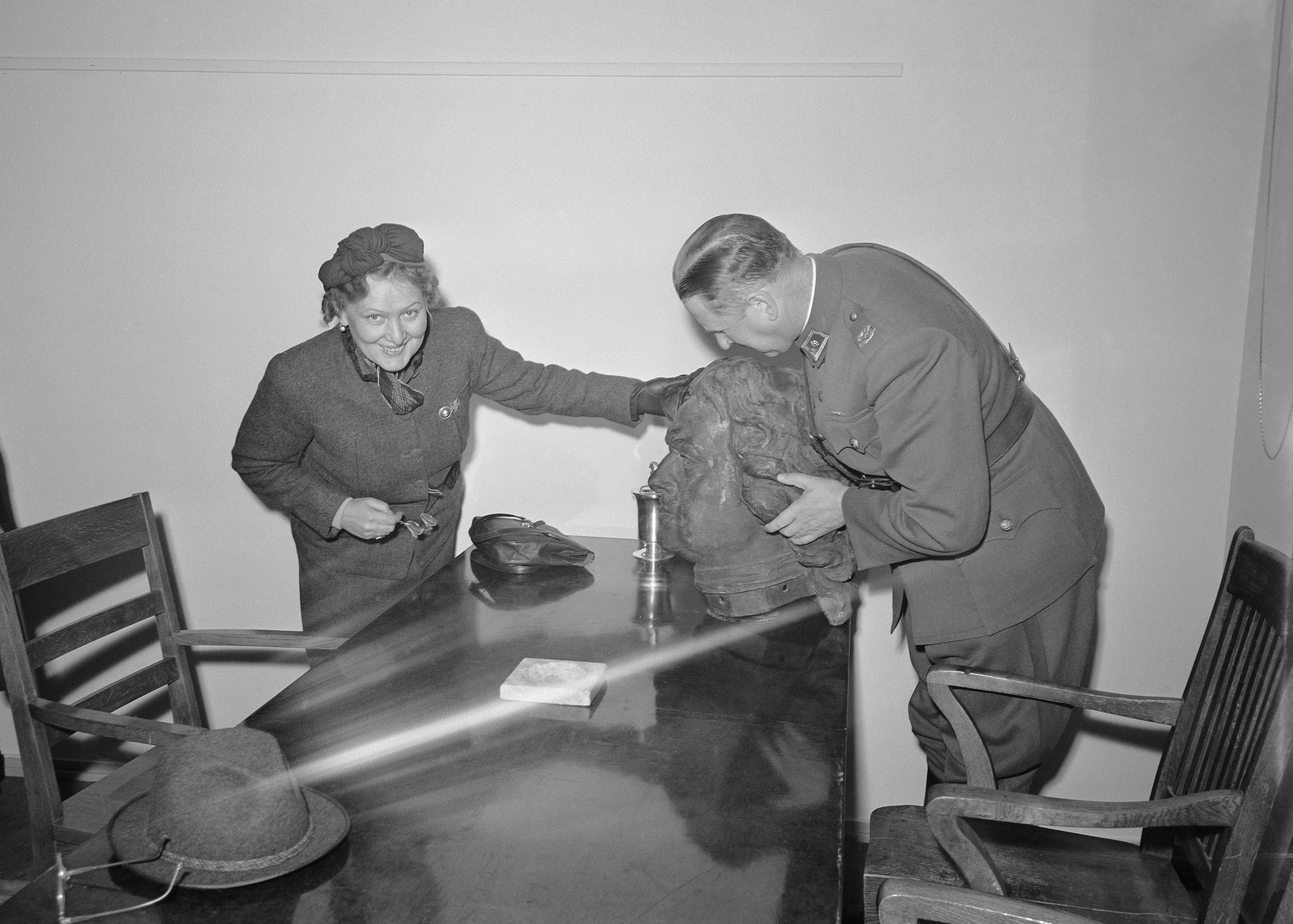
Мэр А. Туурна в рабочем кабинете с головой от памятника Петру I в качестве украшения. Фото 1942 года

В 1890 году по проекту архитектора Брюнольфа Бломквиста была осуществлена каменная одноэтажная пристройка к уличному фасаду, «подгоняющая» здание к красной линии улицы. Предполагается, что в ней размещалась типография шведоязычной газеты «Östra Finland». Выступающий объём пристройки и возвышавшийся за ним трехэтажный фасад основного здания образовали живописную двуплановую композицию в перспективе улицы.
Новым владельцем жилого дома во второй половине 1900-х годов стал вице-консул Э. Экстрём, член дирекции компании «Хакман и К°». В ходе перепланировки, выполненной в 1916 году по проекту архитектора Уно Ульберга, было увеличено количество жилых помещений. После смерти Э. Экстрёма, с 1926 по 1940 год здание оставалось в собственности семей Экстрёмов и Хакманов, связанных родственными узами.
В ходе боевых действий Советско-финляндской войны (1939—1940) здание не пострадало. В период Великой Отечественной войны в нём некоторое время размещалось финское городское управление с кабинетом мэра А. Туурны, затем — Выборгское музыкальное училище (до 1944 года). В послевоенное время здание снова использовалось как жилой дом, но позже оно было расселено и приспособлено под размещение различных учреждений и организаций. В результате приватизации 1990-х годов в здании, перешедшем в частные руки, разместились гостиница и ресторан.